# Gaming Innovation Group
Gaming Innovation Group Inc. (GIG) является публичной компанией, базирующейся на Мальте, которая предлагает услуги онлайн-покера, интернет-казино, ставок на спорт через свои онлайн-игровые сайты: Guts.com, Rizk.com, Betspin.com, Superlenny. com, Thrills.com и Kaboo.com; а также онлайн-маркетинговые услуги. Кроме того, компания управляет платформой iGamingCloud.com — облачным программным обеспечением для онлайн-игр.
Gaming Innovation Group Inc зарегистрированная в США, со штаб-квартирой на Мальте. Кроме того, компания имеет офисы в пяти других городах по всей Европе (Марбелья, Осло, Кристиансанд, Гибралтар, Копенгаген). Акции компании котируются на фондовой бирже Осло под тикером «GIG».
Оборот компании за 2017 год составил 120,4 миллиона евро.

## История
Gaming Innovation Group Ltd. была зарегистрирована как Donkr International Ltd. в 2008 году на Мальте. Donkr International Ltd была холдинговой компанией Innovation Labs Ltd., руководившая онлайн-форумом по покеру Donkr.com. В 2012 году Frode Fagerli и Robin Reed стали владельцами компании и назвали ее Gaming Innovation Group Ltd.
В 2012 году компания Guts Gaming Ltd. (теперь MT SecureTrade Limited) была зарегистрирована как полностью принадлежащая дочерняя компания Gaming Innovation Group Ltd.. В мае 2013 года компания запустила сайт Guts.com, предлагающий ставки на спорт и игры в казино.
В 2014 году MT Securetrade Ltd. получила лицензии на удаленные игры от Комиссии по азартным играм Великобритании и от Комиссии по Лотереям и Азартным Играм Мальты (Malta Gaming Authority), что позволило компании подписывать платежные и игровые вендоры и напрямую контактировать с игроками в качестве полноценного оператора онлайн-игр.
В начале 2015 года полностью принадлежащая дочерняя компания (в то время неактивная компания) H2Hpoker Ltd. была переименована в iGamingCloud Ltd. и запустила B2B платформу iGamingCloud. Продукт вышел в свет в феврале 2015 года. В феврале 2015 года Gaming Innovation Group и Nio Inc. подписали Соглашение об обмене акциями, чтобы обменять весь выпущенный акционерный капитал Gaming Innovation Group Ltd. на акции Nio Inc. Впоследствии Nio inc. приняла название Gaming Innovation Group Inc. и назначила Робина Рида своим новым генеральным директором.
Gaming Innovation Group зарегистрировалась на фондовой бирже Осло в июне 2015 года.
По состоянию на ноябрь 2017 года рыночная стоимость компании была более 4 млрд. норвежских крон на фондовой бирже Осло.
В январе 2016 года компания запустила новый бренд Rizk.com, портал для онлайн-игр в казино. Позже, в марте 2016 года, Gaming Innovation Group приобрела компанию, предлагающую ставки на спорт OddsModel AS за счет 21,74 миллиона новых акций.
В июне 2016 года Gaming Innovation Group приобрела Betit Holdings за € 54 млн. В конце 2016 года Gaming Innovation Group получила лицензию от Комиссии по Лотереям и Азартным Играм Мальты для дочерней компании BettingCloud Ltd.
В феврале 2017 года Gaming Innovation Group, объявила о запуске своих брендов Guts.com и Super Lenny (SuperLenny.com) для британского рынка, получив официальную лицензию оператора на спортивные ставки от британской комиссии по азартным играм (UKGC).
В сентябре 2017 года на общую сумму в 13 миллионов евро Gaming Innovation Group через свою дочернюю компанию GIG Media приобрела датскую маркетинговую компанию Rebel Penguin.
В ноябре 2017 года Gaming Innovation Group объявила об открытии новой игровой студии GIG Games.
В январе 2018 года компания открыла новую штаб-квартиру на Мальте.

## Организационная структура
GIG - американская корпорация, зарегистрированная в штате Делавэр с зарегистрированными офисами в Бокелии, штат Флорида, США, где находится бухгалтерский учет. GIG - холдинговая компания, вся коммерческая деятельность которой осуществляется ее дочерними компаниями.
GIG зарегистрирован в норвежском реестре компаний как «зарегистрированный Норвежский иностранный субъект» (NUF) с номером организации 988 015 849.